# لي هاملتون
لي هيربرت هاملتون (بالإنجليزية: Lee Herbert Hamilton)‏، (مواليد 20 أبريل 1931) عضو سابق في مجلس نواب الولايات المتحدة (الكونغرس)وحاليا عضو في المجلس الاستشاري للأمن القومي الأمريكي. عضو في الحزب الديمقراطي، يمثل هاميلتون حي الكونغرس 9TH إنديانا من 1965 إلى 1999. وبعد رحيله من الكونغرس كان قد خدم في عدد من المجالس الاستشارية الحكومية، وأبرزها منصب نائب رئيس لجنة تقصي الحقائق في هجمات 9/11.

## بداية الحياة والتعليم
ولد في دايتونا بيتش، فلوريدا، تخرج لي هاميلتون من جامعة دبوو (DePauw University) في عام 1952، حيث كان عضوا في نادي الأخوة ألفا تاو أوميغا، ومن كلية القانون في جامعة إنديانا - بلومينغتون في عام 1956. وعمل كمحام في عيادة خاصة خلال العشر السنوات المقبلة في كولومبوس بولاية انديانا.
انتخب هاميلتون لمجلس النواب عن الحزب الديمقراطي عام 1964. وترأس العديد من اللجان خلال فترة ولايته في منصبه، بما في ذلك لجنة مجلس النواب للشؤون الخارجية، لجنة الاختيار الدائم للاستخبارات في مجلس النواب الأمريكي، واللجنة الاقتصادية المشتركة (JEC) وهي واحدة من أربع لجان مشتركة دائمة من الكونجرس الامريكى. وغيرها.
ترأس لجنة الدائمة لأنتقاء المخابرات في مجلس النواب وكلف بالتحقيق في الصفقات الأسلحة السرية مع إيران (1987)، وفضل هاميلتون بعدم التحقيق مع الرئيس رونالد ريغان أو الرئيس جورج بوش الأب، وقال إنه لا يعتقد أن ذلك سيكون «جيدا للبلاد» لوضع الجمهور من خلال محاكمة اقالة آخر.
وبقي في الكونغرس حتى عام 1999.

## حياته بعد الكونغرس
في نوفمبر 2002، رشحه جورج دبليو بوش لشغل منصب نائب رئيس لجنة 9/11، في 15 مارس 2006، أعلن الكونغرس تشكيل مجموعة دراسة العراق، حيث دُعِمت من قِبل معهد السلام الأمريكي، والذي صدر تقرير مجموعة دراسة العراق النهائية على موقعه على الإنترنت يوم 6 ديسمبر 2006، وكان هاملتون هو الممثل من الحزب الديمقراطي الرئيس المشارك، جنبا إلى جنب مع وزيرة الخارجية السابق (في عهد الرئيس جورج بوش الأب) جيمس بيكر. وقد اتخذ الدكتور شبلي تلحمي مستشارا له.
بعد ان ترك الكونغرس بقي هاملتون كعضو في لجنة هارت رودمان، وكان الرئيس المشارك للجنة المعنية بالتحقيق في بعض القضايا الأمنية في لوس ألاموس. وهو عضو في العديد من المجالس الاستشارية، بما في ذلك وكالة المخابرات المركزية، والمجلس الاستشاري للأمن القومي للرئيس، وجيش الولايات المتحدة. والرئيس المشارك للشراكة من أجل أمريكا آمنة، وهي منظمة غير ربحية مكرسة لإعادة إنشاء مركز الحزبين الجمهوري والديمقراطي في الأمن القومي الأمريكي والسياسة الخارجية. انه سبق وعين رئيسا ومدير مركز وودرو ويلسون الدولي للباحثين، وعين ليكون بمثابة نائب رئيس لجنة 9/11. في الفترة 2000-2001، شغل منصب عضو أميركي من اللجنة الدولية المعنية بالتدخل وسيادة الدول (ICISS) وهي لجنة مخصصة للمشاركين والتي عملت في عام 2001 من أجل الترويج لمفهوم التدخل الإنساني والتدخل استعادة الديمقراطية تحت اسم «مسؤولية الحماية». الذي اعتمد في عام 2005. وهو أيضا عضو في مجلس مستشاري اولبرايت مجموعة ستونبريدج.
وتعتبر أيضا الرئيس المشارك للجنة استعداد الأمن القومي (NSPG) في مركز سياسة الحزبين.

## دفاعه عن الجاسوس بولارد
في 25 فبراير 2011، كتب هاميلتون برسالة إلى الرئيس باراك أوباما لحثه على تخفيف الحكم الصادر بحق الجاسوس الإسرائيلي جوناثان بولارد إلى المدة التي قضاها. بولارد كان يقضي حكما بالسجن مدى الحياة لتزويد إسرائيل بمعلومات سرية، دون نية لإلحاق الضرر بالولايات المتحدة، حيث قال في رسالته، «أعتقد أنه قد قضى عقوبة قاسية على نحو غير متناسب.» وقال أيضا: «لقد تعرفت منذ سنوات عديدة علي أفراد أسرته، وخاصة والديه، وأنا أعلم مدى الألم والحسرة التي تعرضوا لها بسبب احتجاز ابنهم». . الإفراج المشروط [9] منحت بولارد في 7 يوليو 2015، وأفرج عنه في 20 نوفمبر 2015.
في 11 آب 2012، توفيت زوجته هاملتون نانسي في حادث سيارة. قبل وفاتها، كانت السيدة هاملتون فنان بارع. في عام 1981 قدمت في مجلس العموم معرض اللوحات الزيتية والألوان المائية، كما ساهمت السيدة هاملتون بآلاف الساعات من وقتها في مستشفى INOVA الإسكندرية فرجينيا.

## إنتخابات 2008
أيد هاملتون باراك أوباما في الانتخابات الرئاسية عام 2008.

## مشروع العدالة العالمي
يقدم لي هاملتون باعتباره المشارك الفخري في مشروع العدالة العالمية. حيث يعمل مشروع العدالة العالمية لقيادة الجهود العالمية، متعدد التخصصات لتعزيز سيادة القانون من أجل تطوير المجتمعات في الفرص والإنصاف.

## الجوائز والتكريمات
في عام 2005، تلقى هاميلتون جائزة السيناتور الأمريكي جون هاينز لأعظم الخدمات العامة من قبل المسؤولين المنتخبين أو المعينين، وهي جائزة تمنح سنويا من قبل من جوائز جيفرسون.

## وسام الرئاسي للحرية
في نوفمبر تشرين الثاني عام 2015، تم منح هاملتون الوسام الرئاسي للحرية من قبل الرئيس باراك أوباما في حفل في البيت الأبيض.

## وصلات خارجية
- لي هاملتون في دليل السيرة الذاتية لأعضاء الكونغرس الأمريكي
- مركز وودرو ويلسون الدولي للباحثين
- لي هاملتون السيرة الذاتية والموارد
- مجموعة دراسة العراق